# Michael Cutajar
Michael Cutajar (14 febbraio 1971) è un ex calciatore maltese, di ruolo centrocampista.

## Carriera

### Club
Ha giocato nella massima serie del campionato maltese con varie squadre.

### Nazionale
Con la Nazionale maltese ha giocato 8 partite dal 1992 al 1999.